# Samch'ŏn-gun
Samch'ŏn-gun (koreanska: 삼천군) är en kommun i Nordkorea.   Den ligger i provinsen Södra Hwanghae, i den sydvästra delen av landet, 90 km sydväst om huvudstaden Pyongyang.